# Playoffs NBA 1983
Navigation
1982 1984
Les playoffs NBA 1981 sont les playoffs de la saison 1982-1983. Ils se terminent sur la victoire des 76ers de Philadelphie face aux Lakers de Los Angeles en quatre matches lors des Finales NBA.

## Qualification pour les playoffs
Dans chaque conférence, les six meilleures équipes sont qualifiées pour les playoffs au terme de la saison régulière.
| Champion de division | Qualifié pour les playoffs | Non qualifié pour les playoffs |

| Conférence Est | Conférence Est          | Conférence Est | Conférence Est | Conférence Est |
| No             | Franchise               | Vic.           | Déf.           | PCT            |
| -------------- | ----------------------- | -------------- | -------------- | -------------- |
| 1              | 76ers de Philadelphie C | 65             | 17             | 79.3           |
| 2              | Bucks de Milwaukee      | 51             | 31             | 62.2           |
| 3              | Celtics de Boston       | 56             | 26             | 68.3           |
| 4              | Nets du New Jersey      | 49             | 33             | 59.8           |
| 5              | Knicks de New York      | 44             | 38             | 53.7           |
| 6              | Hawks d'Atlanta         | 43             | 39             | 52.4           |
|                |                         |                |                |                |
| 7              | Bullets de Washington   | 42             | 40             | 51.2           |
| 8              | Pistons de Détroit      | 37             | 45             | 45.1           |
| 9              | Bulls de Chicago        | 28             | 54             | 34.1           |
| 10             | Cavaliers de Cleveland  | 23             | 59             | 28.0           |
| 11             | Pacers de l'Indiana     | 20             | 62             | 24.4           |

| Conférence Ouest | Conférence Ouest          | Conférence Ouest | Conférence Ouest | Conférence Ouest |
| No               | Franchise                 | Vic.             | Déf.             | PCT              |
| ---------------- | ------------------------- | ---------------- | ---------------- | ---------------- |
| 1                | Lakers de Los Angeles     | 58               | 24               | 70.7             |
| 2                | Spurs de San Antonio      | 53               | 29               | 64.6             |
| 3                | Suns de Phoenix           | 53               | 29               | 64.6             |
| 4                | SuperSonics de Seattle    | 48               | 34               | 58.5             |
| 5                | Trail Blazers de Portland | 46               | 36               | 56.1             |
| 6                | Nuggets de Denver         | 45               | 37               | 54.9             |
|                  |                           |                  |                  |                  |
| 7                | Kings de Kansas City      | 45               | 37               | 54.9             |
| 8                | Mavericks de Dallas       | 38               | 44               | 46.3             |
| 9                | Jazz de l'Utah            | 30               | 52               | 36.6             |
| 10               | Warriors_de_Golden_State  | 30               | 52               | 36.6             |
| 11               | Clippers de San Diego     | 25               | 57               | 30.5             |
| 12               | Rockets de Houston        | 14               | 68               | 17.1             |

C - Champions NBA

## Fonctionnement
Dans chaque conférence les deux champion de division (rangs 1 et 2) sont exemptés.
Lors du premier tour au meilleur des trois matchs, le premier match oppose le troisième et le sixième, le vainqueur affrontant ensuite le deuxième de la conférence pour les demi-finales de conférence. Le second match oppose le quatrième et le cinquième, le vainqueur affrontant ensuite le premier de la conférence pour les demi-finales de conférence au meilleur des sept matchs. Les gagnants se rencontrent ensuite en Finales de Conférence au meilleur des sept matches. Les deux gagnants se rencontrent lors des finales NBA, qui se jouent au meilleur des sept matches.
Les séries se déroulent de la manière suivante :

## Tableau
|  | 1er tour         | 1er tour               | 1er tour               |                           |                    | Demi-finales de Conférence | Demi-finales de Conférence | Demi-finales de Conférence |   |  | Finales de Conférence | Finales de Conférence | Finales de Conférence |   |  | Finales NBA | Finales NBA | Finales NBA |
|  |                  |                        |                        |                           |                    |                            |                            |                            |   |  |                       |                       |                       |   |  |             |             |             |
|  | 4                | SuperSonics de Seattle | 0                      |                           |                    |                            |                            |                            |   |  |                       |                       |                       |   |  |             |             |             |
|  | 5                | Portland Trail Blazers | 2                      |                           |                    |                            |                            |                            |   |  |                       |                       |                       |   |  |             |             |             |
|  | 5                | Portland Trail Blazers | 2                      |                           | 1                  | Lakers de Los Angeles      | 4                          |                            |   |  |                       |                       |                       |   |  |             |             |             |
|  |                  |                        |                        |                           | 1                  | Lakers de Los Angeles      | 4                          |                            |   |  |                       |                       |                       |   |  |             |             |             |
|  |                  |                        | 5                      | Trail Blazers de Portland | 1                  |                            |                            |                            |   |  |                       |                       |                       |   |  |             |             |             |
|  |                  |                        | 5                      | Trail Blazers de Portland | 1                  |                            |                            |                            |   |  |                       |                       |                       |   |  |             |             |             |
|  |                  |                        |                        |                           |                    |                            |                            |                            |   |  |                       |                       |                       |   |  |             |             |             |
|  |                  |                        |                        |                           |                    |                            |                            |                            |   |  |                       |                       |                       |   |  |             |             |             |
|  |                  |                        |                        |                           |                    |                            | 1                          | Lakers de Los Angeles      | 4 |  |                       |                       |                       |   |  |             |             |             |
|  | Conférence Ouest |                        |                        |                           |                    |                            | 1                          | Lakers de Los Angeles      | 4 |  |                       |                       |                       |   |  |             |             |             |
|  |                  | 2                      | Spurs de San Antonio   | 2                         |                    |                            |                            |                            |   |  |                       |                       |                       |   |  |             |             |             |
|  | 3                | 2                      | Spurs de San Antonio   | 2                         | Suns de Phoenix    | 1                          |                            |                            |   |  |                       |                       |                       |   |  |             |             |             |
|  | 3                |                        |                        |                           | Suns de Phoenix    | 1                          |                            |                            |   |  |                       |                       |                       |   |  |             |             |             |
|  | 6                | Nuggets de Denver      | 2                      |                           |                    |                            |                            |                            |   |  |                       |                       |                       |   |  |             |             |             |
|  | 6                | Nuggets de Denver      | 2                      |                           | 6                  | Nuggets de Denver          | 1                          |                            |   |  |                       |                       |                       |   |  |             |             |             |
|  |                  |                        |                        |                           | 6                  | Nuggets de Denver          | 1                          |                            |   |  |                       |                       |                       |   |  |             |             |             |
|  |                  |                        | 2                      | Spurs de San Antonio      | 4                  |                            |                            |                            |   |  |                       |                       |                       |   |  |             |             |             |
|  |                  |                        | 2                      | Spurs de San Antonio      | 4                  |                            |                            |                            |   |  |                       |                       |                       |   |  |             |             |             |
|  |                  |                        |                        |                           |                    |                            |                            |                            |   |  |                       |                       |                       |   |  |             |             |             |
|  |                  |                        |                        |                           |                    |                            |                            |                            |   |  |                       |                       |                       |   |  |             |             |             |
|  |                  |                        |                        |                           |                    |                            |                            |                            |   |  |                       | O1                    | Lakers de Los Angeles | 0 |  |             |             |             |
|  |                  |                        |                        |                           |                    |                            |                            |                            |   |  |                       |                       |                       |   |  |             |             |             |
|  |                  | E1                     | Sixers de Philadelphie | 4                         |                    |                            |                            |                            |   |  |                       |                       |                       |   |  |             |             |             |
|  | 4                | E1                     | Sixers de Philadelphie | 4                         | Nets du New Jersey | 0                          |                            |                            |   |  |                       |                       |                       |   |  |             |             |             |
|  | 4                |                        |                        |                           | Nets du New Jersey | 0                          |                            |                            |   |  |                       |                       |                       |   |  |             |             |             |
|  | 5                | Knicks de New York     | 2                      |                           |                    |                            |                            |                            |   |  |                       |                       |                       |   |  |             |             |             |
|  | 5                | Knicks de New York     | 2                      |                           | 1                  | Sixers de Philadelphie     | 4                          |                            |   |  |                       |                       |                       |   |  |             |             |             |
|  |                  |                        |                        |                           | 1                  | Sixers de Philadelphie     | 4                          |                            |   |  |                       |                       |                       |   |  |             |             |             |
|  |                  |                        | 5                      | Knicks de New York        | 0                  |                            |                            |                            |   |  |                       |                       |                       |   |  |             |             |             |
|  |                  |                        | 5                      | Knicks de New York        | 0                  |                            |                            |                            |   |  |                       |                       |                       |   |  |             |             |             |
|  |                  |                        |                        |                           |                    |                            |                            |                            |   |  |                       |                       |                       |   |  |             |             |             |
|  |                  |                        |                        |                           |                    |                            |                            |                            |   |  |                       |                       |                       |   |  |             |             |             |
|  |                  |                        |                        |                           |                    |                            | 1                          | Sixers de Philadelphie     | 4 |  |                       |                       |                       |   |  |             |             |             |
|  | Conférence Est   |                        |                        |                           |                    |                            | 1                          | Sixers de Philadelphie     | 4 |  |                       |                       |                       |   |  |             |             |             |
|  |                  | 2                      | Bucks de Milwaukee     | 1                         |                    |                            |                            |                            |   |  |                       |                       |                       |   |  |             |             |             |
|  | 3                | 2                      | Bucks de Milwaukee     | 1                         | Celtics de Boston  | 2                          |                            |                            |   |  |                       |                       |                       |   |  |             |             |             |
|  | 3                |                        |                        |                           | Celtics de Boston  | 2                          |                            |                            |   |  |                       |                       |                       |   |  |             |             |             |
|  | 6                | Hawks d'Atlanta        | 1                      |                           |                    |                            |                            |                            |   |  |                       |                       |                       |   |  |             |             |             |
|  | 6                | Hawks d'Atlanta        | 1                      |                           | 3                  | Celtics de Boston          | 0                          |                            |   |  |                       |                       |                       |   |  |             |             |             |
|  |                  |                        |                        |                           | 3                  | Celtics de Boston          | 0                          |                            |   |  |                       |                       |                       |   |  |             |             |             |
|  |                  |                        | 2                      | Bucks de Milwaukee        | 4                  |                            |                            |                            |   |  |                       |                       |                       |   |  |             |             |             |
|  |                  |                        | 2                      | Bucks de Milwaukee        | 4                  |                            |                            |                            |   |  |                       |                       |                       |   |  |             |             |             |
|  |                  |                        |                        |                           |                    |                            |                            |                            |   |  |                       |                       |                       |   |  |             |             |             |